# Іван Ходкевич
Іван Ходкевич (? — 1484) — руський боярин, військовий та державний діяч Великого князівства Литовського. Завдяки одруженню з Агнешкою Бельською,  двоюрідною сестрою Казимира IV Ягеллончика, він дістав уряд старости луцького (1473), а пізніше воєводи київського (1480). 

## Біографія
Син протопласта роду Ходкевичів — Ходка Юрійовича, походив з руської боярської родини.
Як литовський маршалок був послом станів литовських на сеймі в Парчеві 1453 року. У 1458 і 1466 роках — учасник Тринадцятирічної війни на боці литовсько-руських частин.
В 1466 році командував відділом війська Великого князівства Литовського, яке разом з поляками воювало проти хрестоносців під час облоги Хойниці. В 1470 році став маршалком господарським. В жовтні 1471 був послом до Корони Польської, намагався отримати підмогу. В 1474 брав участь у виправі проти короля Угорщини Матея, командував відділком. В 1476 році підписав лист митрополита Мисаїла до Папи Сікста IV; того ж року став намісником вітебським.
У 1480 році став старостою луцьким та, згодом, київським воєводою, що викликало незадоволення князя Михайла Олельковича, який разом з Федором Більським, Іваном Гольшанським змовилися зробити замах на життя короля та його родини. Ймовірно саме Іван Ходкевич був одним з тих хто розкрив змову, оскільки був швагром Федора Івановича Більського. На початку урядувння в Києві мав приязні стосунки з Менґлі-Ґераєм.
1 вересня 1482 року кримський хан Менглі-Герай, за намовлянням московського князя Івана III, напав на Київ, здобув замок, спалив собори і церкви, захопив у полон багато людей, з ними київського воєводу Івана Ходкевича з дружиною.
Помер в татарському полоні у 1484 році.

### Сім'я і діти
Аґнєшка (чи Явнута) — дружина, донька князя Івана Більського була звільнена з татарської неволі разом з дітьми за сприяння великого князя Казимира Ягеллончика.
- Олександр Ходкевич (бл. 1475—1549) — воєвода Новогрудський
- Аграфена — дружина мінського намісника, князя Богдана Івановича Заславського (1486–1528)
- Якумила — померла в татарському полоні.

Ягеллони за заслуги Івана вивели його нащадків в лави чільних шляхтичів.